# Pont de Labastide-en-Val
Le pont de Labastide-en-Val est un pont situé en France sur la commune de Labastide-en-Val, dans le département de l'Aude en région Occitanie.
Il fait l'objet d'une inscription au titre des monuments historiques depuis le 27 septembre 1948.

## Localisation
Le pont est situé sur la commune de Labastide-en-Val, dans le département français de l'Aude.

## Historique
L'édifice est inscrit au titre des monuments historiques en 1948.